# Ponad niebem
Ponad niebem (biał. «Вышэй за неба») – białoruski film fabularny z 2012, dramat młodzieżowy według scenariusza Andrzeja Kuriejczika, zrealizowany przez Andrzeja Kuriejczika i Dmitrija Marinina. Pierwszy narodowy projekt filmowy o młodzieży białoruskiej.

## Historia
Jeszcze na etapie kręcenia reżyserzy Dmitrij Marinin i Andrzej Kuriejczik mieli spore problemy z cenzurą, jednak pomimo tego obraz został ukończony.

## Fabuła
Film opowiada historię życia i miłości młodego muzyka, studenta Nikity Mickiewicza, który przypadkowo dowiaduje się, że jest zarażony wirusem HIV. Film porusza szereg ważnych dla współczesnej Białorusi (i nie tylko) problemów, do których należą narkomania, przestępczość, zagrożenie HIV. Obraz pokazuje dzisiejszą białoruską młodzież, jej prawdziwe życie. Film przekazuje, że również na Białorusi żyją i tworzą młodzi i niezmiernie utalentowani artyści. W epizodach występują znane osoby ze świata niezależnej kultury i muzyki białoruskiej.